# Funza

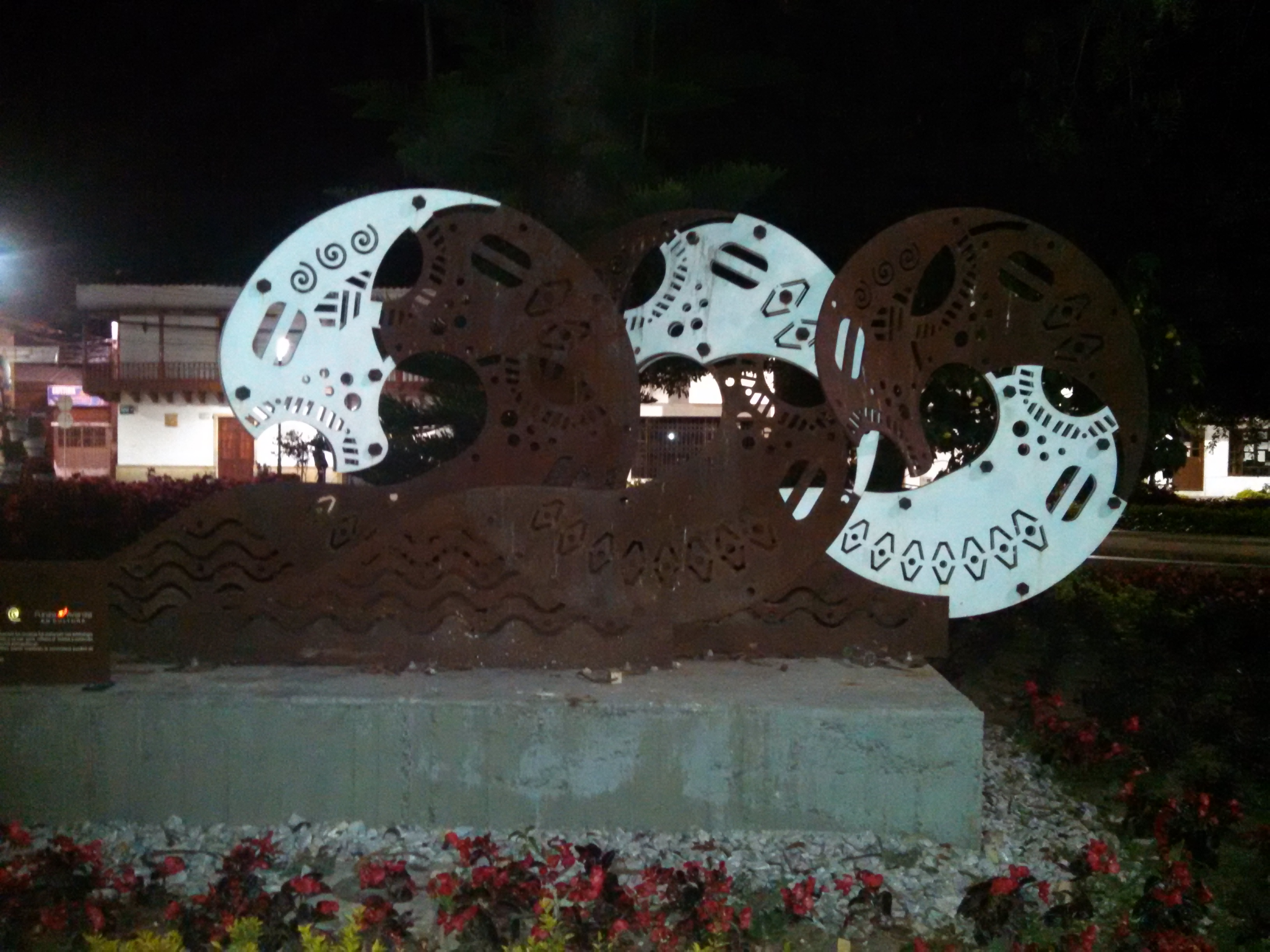
Guamuhyca (Peixe Blanco)

Funza é um dos 116 municípios do departamento de Cundinamarca, Colômbia. Encontra-se localizado na província de Sabana Ocidente a 15 km de Bogotá.
Provavelmente em seu território encontrava-se a sede do cacicazgo de Bacatá, a cidade mais importante do povo muisca, um dos grupos indígenas mais avançados que encontraram os espanhóis a sua chegada às Índias; mas o Zipa (príncipe muisca) recebia educação no atual município de Chía.

Funza quer dizer «varão poderoso». Faz parte da Área metropolitana de Bogotá, segundo o censo DANE 2005.

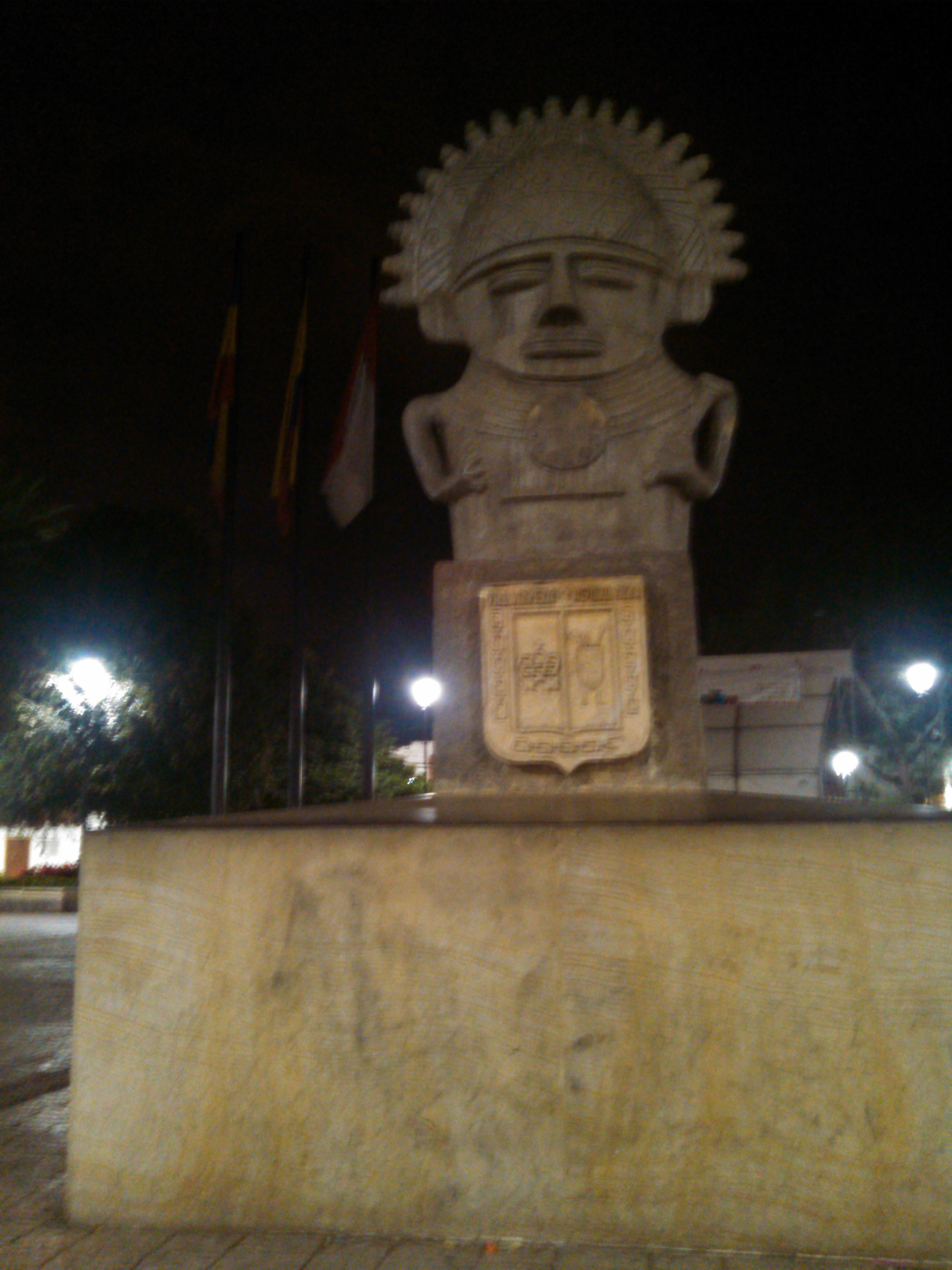
IV Zipa Fundador da cidade.

## Turismo

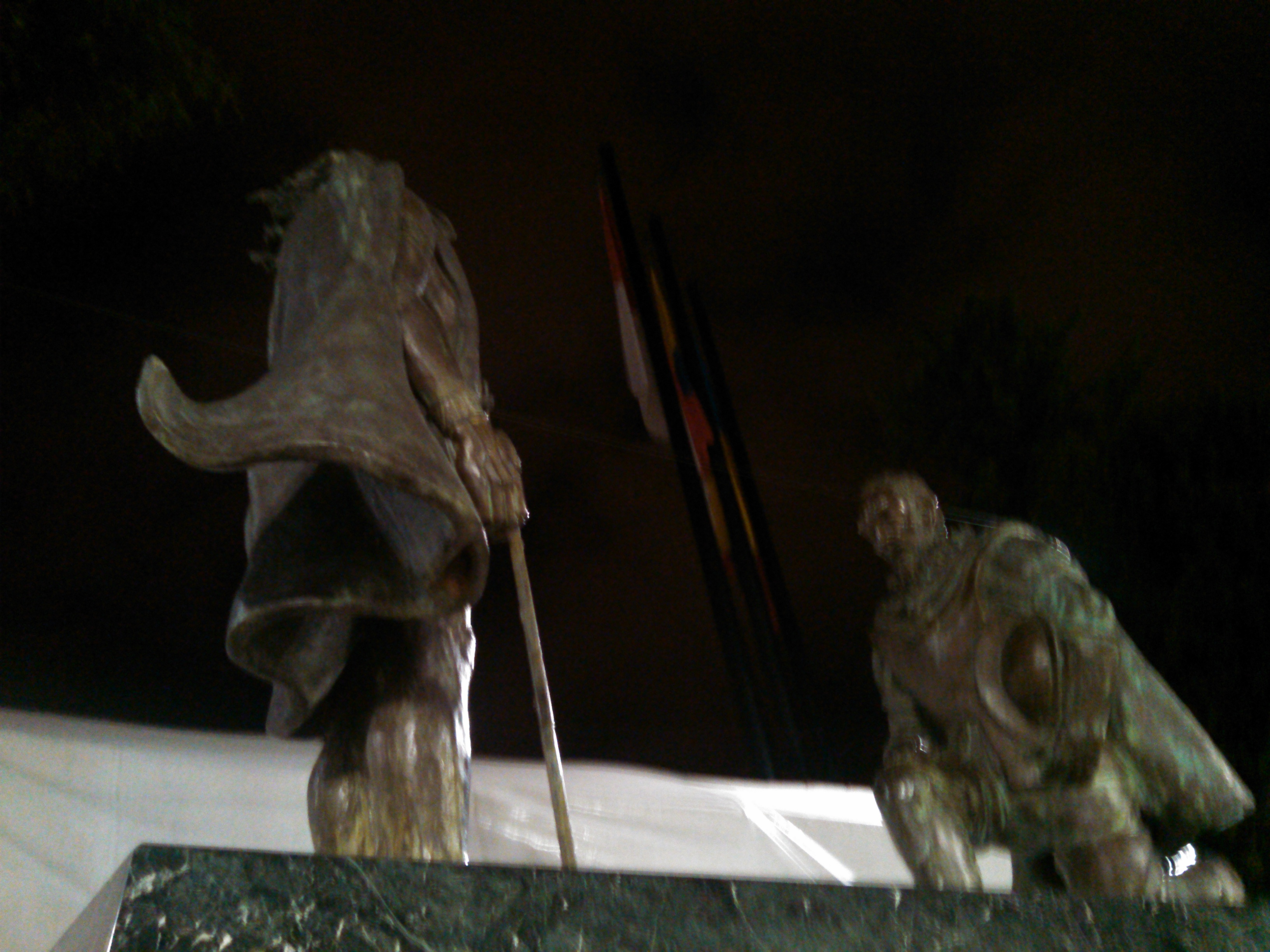
Último Zipa de Bacatá (+1539)

- Artesanatos: Tecidos em lã virgem e em croché, alpargatas e vitrais.
- Biblioteca Marqués de San Jorge
- Capela de San Martín
- Casa da Cultura
- Banhado de Gualí
- Museu Paroquial
- Parque da Fraternidade
- Villa Olímpica
- Hospital de Nossa Senhora das Graças
- Monumento ao IV Zipa (Possível Fundador)